# Beaufort Motor Company
Beaufort Motor Company war ein britisches Unternehmen im Bereich des Automobilbaus.

## Unternehmensgeschichte
Das Unternehmen hatte seinen Sitz an der Baker Street 14 in London. Das Produktionswerk befand sich allerdings in Baden in Deutschland. 1901 begann dort die Produktion von Automobilen. In London wurden nur einzelne Fahrzeuge montiert. Der Markenname lautete Beaufort. Absatzmarkt war ausschließlich das Vereinigte Königreich. Eine der führenden Personen war Oliver Stanton, der Eduard VII. das Fahrradfahren und Autofahren lehrte. 1906 endete die Produktion. Die Verbindung zur Argus Motoren Gesellschaft ist unklar.

## Fahrzeuge
Das erste Modell hatte einen Einzylindermotor von der Süddeutschen Automobil-Fabrik Gaggenau. Die Kraftübertragung erfolgte mittels Riemen.
1902 erschienen modernere Fahrzeuge mit Kardanantrieb. Es gab die Modelle 6 HP und 9 HP mit Einzylindermotoren, 12 HP und 18 HP mit Zweizylindermotoren sowie 14 HP und 24 HP mit Vierzylindermotoren. Später kam noch das Vierzylindermodell 24/32 HP und der 30 HP mit einem Sechszylindermotor dazu. Der 12 HP wurde auch als Taxi eingesetzt.
Ein Fahrzeug dieses Herstellers existiert noch. Es wird gelegentlich beim London to Brighton Veteran Car Run eingesetzt.